# Cañicosa
Cañicosa es una localidad española perteneciente al municipio de Matabuena, en la provincia de Segovia, comunidad autónoma de Castilla y León. Se encuentra a 33 kilómetros de la capital segoviana. En 2023 contaba con 34 habitantes.

## Geografía

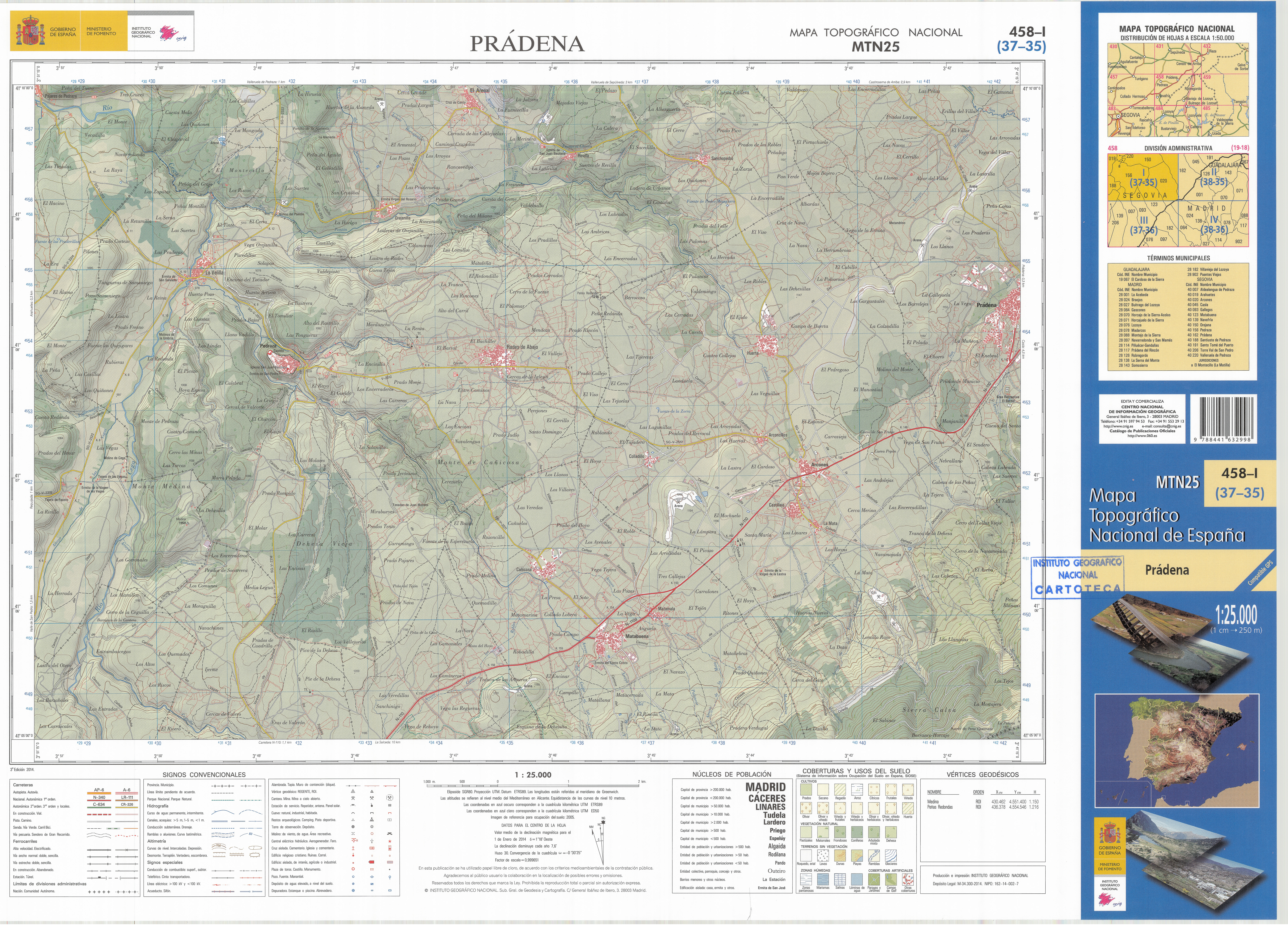
Fragmento de la hoja 458 del Mapa Topográfico Nacional de España de 2014 en el que se representa Cañicosa

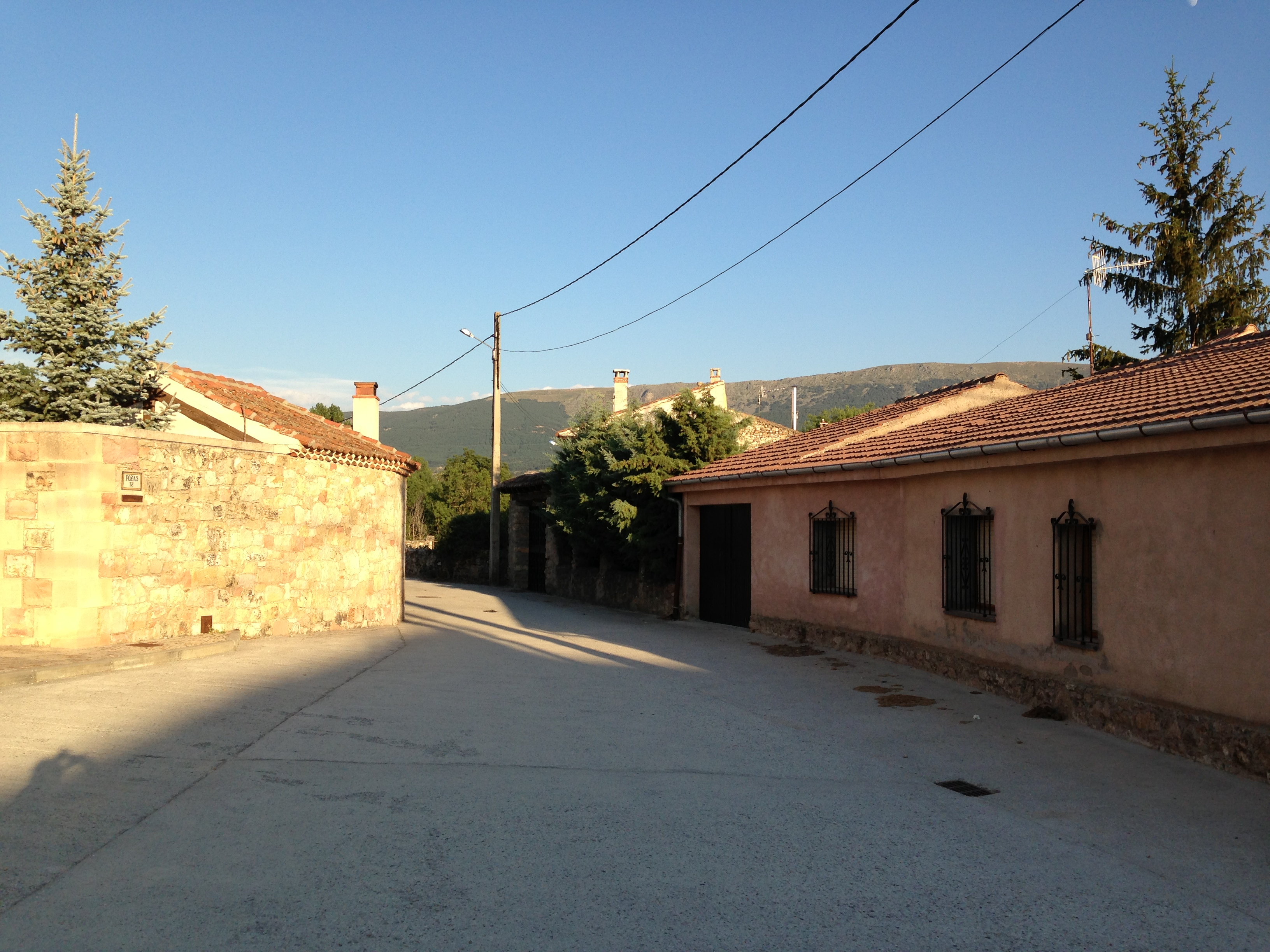
Vista de una de las calles de Cañicosa, al fondo la Sierra de Guadarrama

Está situada al pie de monte de la Sierra de Guadarrama a 1 km al noroeste de la N-110 en Matabuena, donde está la capital del municipio y a 4,5 km al noroeste de Pedraza, capital comunitaria, pudiendo acceder a ambos destinos por la carretera SG-V-2511 que atraviesa la localidad.
En su término nace el río Vadillo, afluente del Cega en La Velilla, de la unión de los arroyos el Guijar de las Canchas (o río Corcho) y el arroyo del Palancar (o río de la Vega).
| Noroeste: Pedraza        | Norte: Rades de Abajo | Noreste: Colladillo |
| Oeste: Pedraza, Gallegos |                       | Este: Arcones       |
| Suroeste: Gallegos       | Sur: Matabuena        | Sureste: Matamala   |

## Historia
Fundada o repoblada durante la Reconquista a expensas de la Comunidad de Villa y Tierra de Pedraza, a la que pertenece desde entonces. La primera vez que se conoce una mención de Sant Christoval de Cannicosa con este nombre, corresponde a un documento eclesiástico escrito del Archivo Catedralicio de Segovia, data del 1 de junio de 1247, como consecuencia de las relaciones de préstamo efectuadas por la mesa episcopal y por la de los canónigos a los colonos que trabajan las tierras propiedad de la Iglesia.
El pueblo podría tener relación con una aldea de la Tierra de Lara, en la provincia de Burgos de la que eran originarios sus repobladores concretamente de La Cerca y Revenga junto a Regumiel de la Sierra.
Las tierras de esta pedanía son ricas en pastos por lo que tradicionalmente, su actividad ha sido la ganadera y la producción agrícola, en la actualidad existen una tasca y destaca la producción de muebles de madera y juguetería artesanal Además han proliferado las casas rurales dada su buena comunicación con Pedraza y otros puntos de interés turístico de la zona.
Su urbanismo se caracteriza por parcelas de amplias dimensiones, con la edificación situada en el fondo de la misma y un patio en la parte delantera. Las construcciones son de mampostería y sillería caliza, lo que unido a una rejería abundante y rica en formas, confiere a las viviendas el típico carácter serrano.

## Demografía
En 2023 contaba con 34 habitantes aunque la población aumenta en los meses de verano y los fines de semana con la ocupación de las casas rurales y la vuelta de antiguos vecinos desplazados o su descendencia.
| 23            | 22 | 18 | 24 | 28 | 39 | 32 | 23 | 22 | 23 | 17 | 32 |
| (Fuente: INE) |    |    |    |    |    |    |    |    |    |    |    |

## Cultura

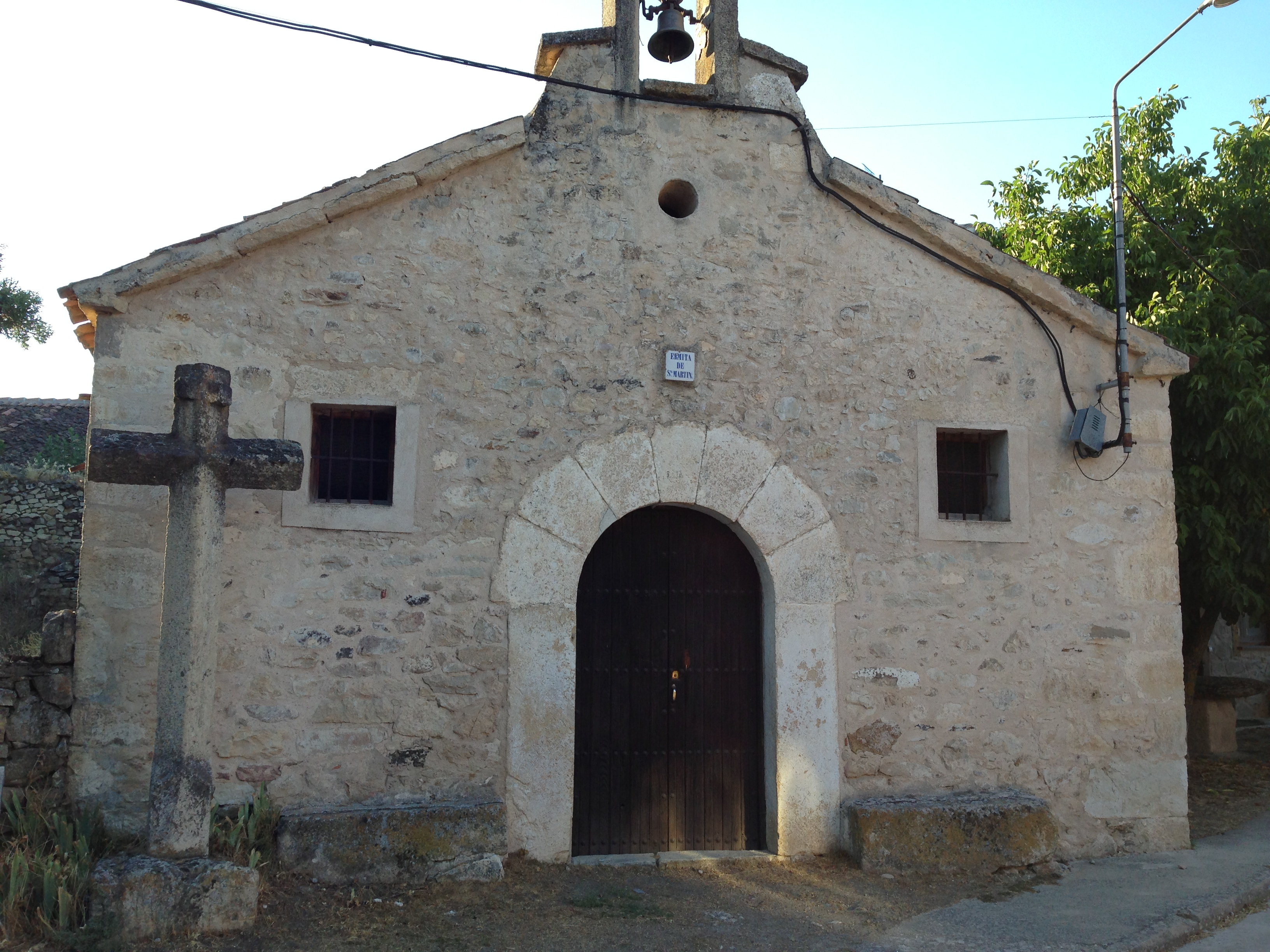
Ermita de San Martín

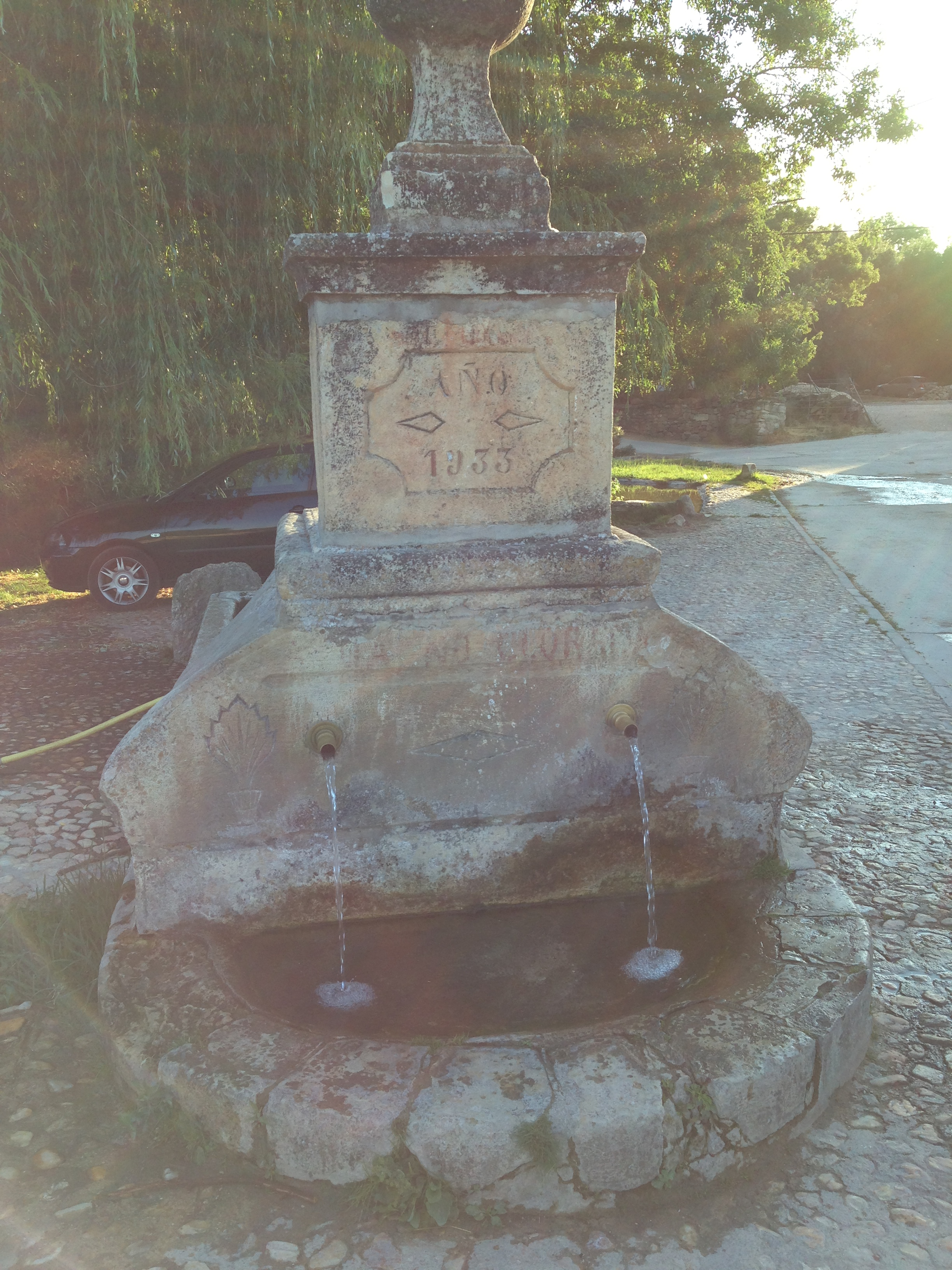
Fuente de Cañicosa

### Patrimonio
- Ermita de San Martín, edificio rectangular y enfoscado, con portada de medio punto y un campanil. Habría sido construido en el siglo XVIII y posee una cruz de piedra y una inscripción en su peana que data de 1794.
- Arquitectura tradicional de mampostería y sillería caliza, con fachadas en hastial partido cortándose el extremo superior mediante un faldón que le resta esbeltez pero facilita la estabilidad estructural.
- Fuente de Cañicosa del año 1933, situada junto a la carretera de Pedraza procediendo sus aguas del Prado de la Tolla. Fue construida durante la Segunda República y contó con una la inscripción «Construcción de la República», picada tras la Guerra civil a la par a que se encarcelaba al alcalde.[3][11][5]

### Fiestas
- Romería y subida a la Cruz de las Reliquias, el 1 de mayo. Está situada en lo alto de la sierra (1957 m de altitud), después se realiza una comida en Los Bardales.
- San Martín, el 4 de julio, fecha en la que San Martín fue consagrado obispo de Tours (en el año 371) a diferencia de otros lugares en los que es el 11 de noviembre. Se celebra en la ermita de San Martín, con comida popular y música.[8][12]

### Gastronomía
- Cocido castellano, cuya cocina destaca como un referente provincial.
- Pollo asado.[5][13][14][15][16]